# Sumpf-Siegwurz
Die Sumpf-Siegwurz oder Sumpf-Gladiole (Gladiolus palustris) ist eine Pflanzenart aus der Gattung Gladiolen (Gladiolus) innerhalb der Familie der Schwertliliengewächse (Iridaceae).

## Beschreibung und Ökologie

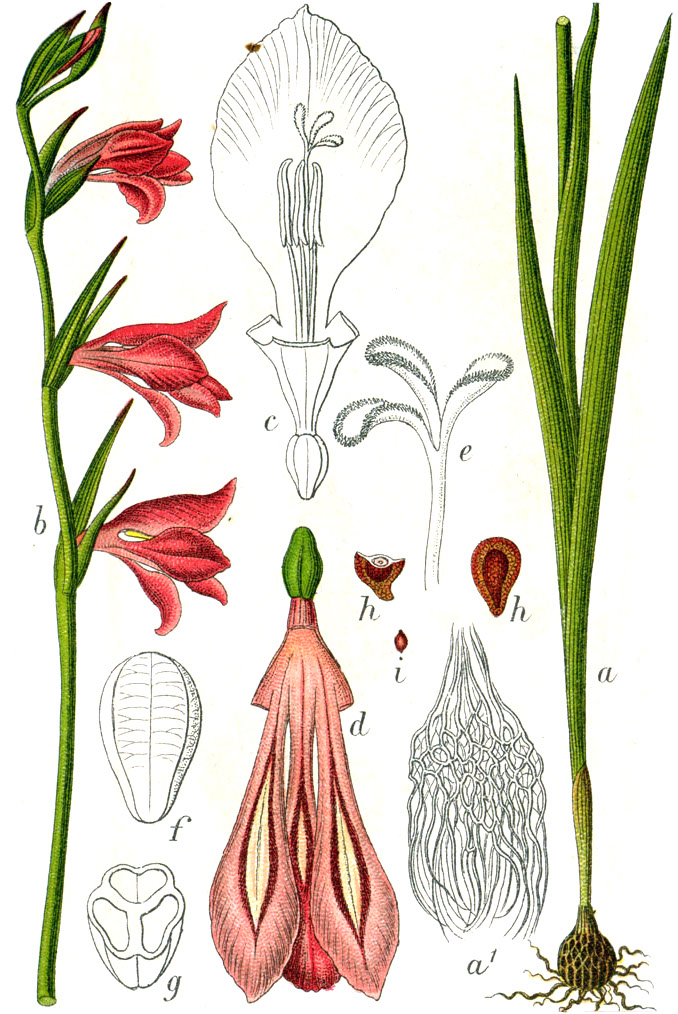
Illustration aus Sturm

Die Sumpf-Siegwurz ist eine ausdauernde krautige Pflanze, die Wuchshöhen von 30 bis 60 Zentimetern erreicht. Als Überdauerungsorgane bildet dieser Geophyt Knollen. Der Stängel ist unverzweigt. Mehrere Laubblätter stehen grundständig, eines befindet sich weiter oben am Stängel. Die Laubblätter sind kürzer als der Stängel, einfach, parallelnervig, schwertförmig und 4 bis 9 Millimeter breit.
In einseitswendigen Blütenständen stehen meist zwei bis sechs Blüten zusammen. Die zwittrigen Blüten sind dreizählig. Die purpurroten Blütenhüllblätter sind 3 Zentimeter groß, am Grund zu einem gebogenen Trichter verwachsen. Die unteren inneren Blütenhüllblätter besitzen einen weißen, rot umrandeten Längsstreifen. Die Sumpf-Siegwurz blüht von Mitte Juni bis Juli. Die Bestäubung erfolgt durch Hummeln.
Es werden Kapselfrüchte gebildet.
Die Chromosomenzahl beträgt 2n = 60.

## Vorkommen
Die Sumpf-Siegwurz kommt ausschließlich in Europa vor: von Ostfrankreich über Österreich und Italien weiter ostwärts bis nach Bulgarien. Vereinzelte Vorkommen findet man in Polen, Belarus, Russland und Litauen (die Vorkommen in Litauen sind vermutlich erloschen). Der Verbreitungsschwerpunkt liegt in Südosteuropa.
Die Sumpf-Siegwurz ist in Höhenlagen von 0 bis 1500 Metern anzutreffen. Bevorzugte Lebensräume sind Moorwiesen und Moorwälder, sie wächst auf wechselfeuchten, eher nährstoffarmen, aber basenreichen und humosen Böden. Es ist eine Charakterart der Streuwiesen (Molinion), man findet die Sumpf-Siegwurz aber auch auf Halbtrockenrasen (Mesobromion) und in Kalk-Trockenkiefernwäldern (Erico-Pinion). So ist das größte bekannte deutsche Vorkommen auf der Königsbrunner Heide südlich von Augsburg zu finden.
Die Sumpf-Siegwurz benötigt ein kleinräumiges Mosaik aus Kalkflachmooren, Magerrasen und Streuwiesen. Innerhalb dieser Lebensräume kommt die Sumpf-Siegwurz witterungsabhängig jährlich schwankend auf den unterschiedlich feuchten Standorten zur Blüte. Düngung, mehrmalige Mahd pro Jahr, intensive Beweidung und Entwässerungsmaßnahmen zerstören den Lebensraum der Sumpf-Siegwurz.
| Erhaltungszustände für die Sumpf-Siegwurz (Berichtszeitraum 2007–2012) |     |     |     |     |
| EU-Land | ALP | CON | MED | PAN |
| Bulgarien |     |     | --- | --- |
| Deutschland |     |     | --- | --- |
| Frankreich |     |     | --- | --- |
| Italien |     |     |     | --- |
| Österreich |     |     | --- | --- |
| Polen | --- |     | --- | --- |
| Rumänien | --- |     | --- | --- |
| Slowakei | --- | --- | --- |     |
| Slowenien |     |     | --- | --- |
| Tschechien | --- |     | --- |     |
| Ungarn | --- | --- | --- |     |
| Biogeografische Regionen: ALP = alpin, CON = kontinental, MED = mediterran, PAN = pannonisch --- = der Mitgliedsstaat hat keinen Anteil an der jeweiligen biogeografischen Region oder das natürliche Verbreitungsgebiet der Art liegt in diesem Staat nicht in der Region Erhaltungszustand: grün = günstig, orange = unzureichend, rot = schlecht, grau = unbekannt |     |     |     |     |

## Gefährdung und Schutz
Die Sumpf-Siegwurz ist in der Roten Liste der IUCN aufgeführt. In der Roten Liste der Gefäßpflanzen Europas wurde aufgrund von Datendefiziten keine Einstufung vorgenommen.
Die Sumpf-Siegwurz wird in der Roten Liste von Deutschland und in der Roten Liste von Bayern unter dem Gefährdungsgrad 2 (stark gefährdet) geführt.
In Österreich wurde die Sumpf-Siegwurz ebenfalls als stark gefährdet gelistet, in Oberösterreich musste sie mit Stand 2009 in die höchste Gefährdungskategorie (vom Aussterben bedroht) eingereiht werden.
Auch in der Schweiz ist die Sumpf-Siegwurz in der Roten Liste als stark gefährdet (EN) geführt.
Die Sumpf-Siegwurz wurde aufgrund der Bedrohung, der sie und ihre Habitate ausgesetzt sind, in den Anhang II der Fauna-Flora-Habitat-Richtlinie aufgenommen. Die EU-Mitgliedsstaaten sind verpflichtet, für die Art Schutzgebiete auszuweisen, die Teil eines zusammenhängenden europäischen ökologischen Schutzgebietsnetzes sind. Dieses Netz muss den Fortbestand bzw. die Wiederherstellung eines günstigen Erhaltungszustands der Habitate der Arten in ihrem natürlichen Verbreitungsgebiet gewährleisten.
Bislang ist dies nicht gelungen: Bulgarien, Frankreich, Österreich und Slowenien mussten für den Bewertungszeitraum 2007–2012 weitere Verschlechterungen eingestehen. Als einziger EU-Staat hat Polen Verbesserungen für die Art angegeben, bei einem weiterhin schlechten Erhaltungszustand.
Die Sumpf-Siegwurz ist im Anhang IV der Fauna-Flora-Habitat-Richtlinie gelistet. Für diese Arten haben die EU-Staaten ein striktes Schutzsystem zu etablieren, das unter anderem jegliches absichtliche Pflücken, Sammeln, Abschneiden, Ausgraben oder Vernichten von Exemplaren in der Natur verbietet (Artikel 13 Richtlinie 92/43/EWG).

## Taxonomie

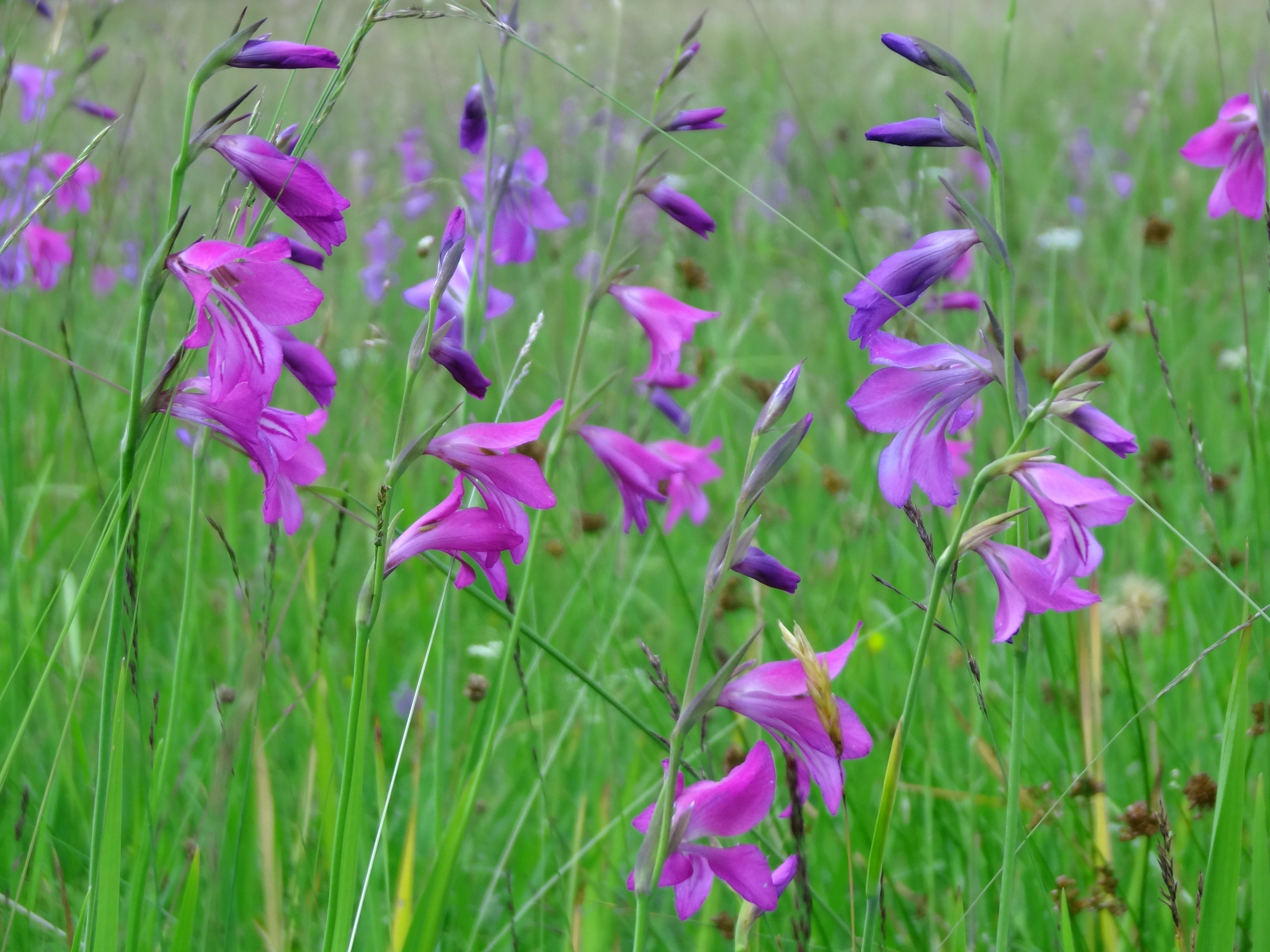
Gladiolus palustris im Land Salzburg (Österreich)

Die Erstveröffentlichung von Gladiolus palustris erfolgte durch Jean Gaudin. Der Gattungsname Gladiolus ist vom lateinischen Wort gladius für Schwert und das Artepitheton palustris vom lateinischen Wort palus für Sumpf ableitet.

## Namensgebung
Ihre Knolle ist mit einem Netz, ähnlich einem Kettenhemd überzogen. Im Mittelalter glaubte man, wer die Knolle unter der Rüstung trägt, sei im Kampf unverwundbar. Der Trivialname Siegwurz deutet noch darauf hin.